# Ремда (Псковська область)
Ремда (рос. Ремда) — присілок в Гдовському районі Псковської області Російської Федерації.
Населення становить 109 осіб. Входить до складу муніципального утворення Самолвовська волость.

## Історія
Від 2005 року входить до складу муніципального утворення Самолвовська волость.

## Населення
| 2001 | 2002 | 2010 |
| ---- | ---- | ---- |
| 188  | ↗190 | ↘109 |